# Feuerwehr in Israel

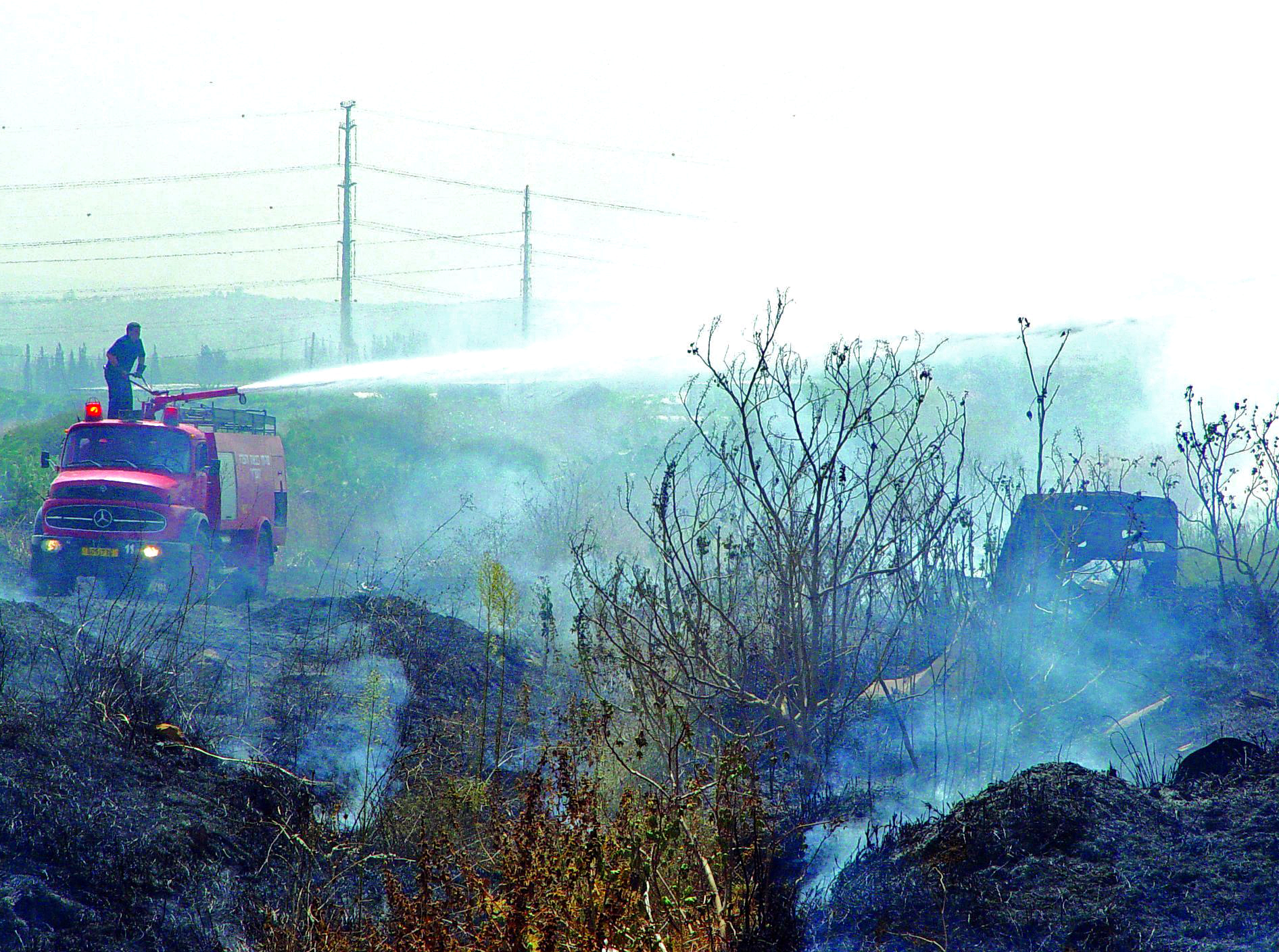
Israelische Feuerwehrleute löschen Feuer nach Raketenangriff

Die Feuerwehr in Israel ist staatlich organisiert. Scherutei Kabba'ut weHazzalah (hebräisch שֵׁירוּתֵי כַּבָּאוּת וְהַצָּלָה ‚Lösch- und Rettungsdienste‘) oder haRaschut haArza'it leKabba'ut weHazzalah (הרָשׁוּת האַרְצִית לכַּבָּאוּת וְהַצָּלָה ‚die Landesbehörde für Löschung und Rettung‘) ist in Israel zuständig für den Rettungs- und Feuerwehrdienst. Die Organisation arbeitet dabei mit Magen David Adom, der Nationalen Rotkreuz-Gesellschaft Israels zusammen. Aktueller Direktor der Behörde ist Schimʿon Romach.

## Organisation

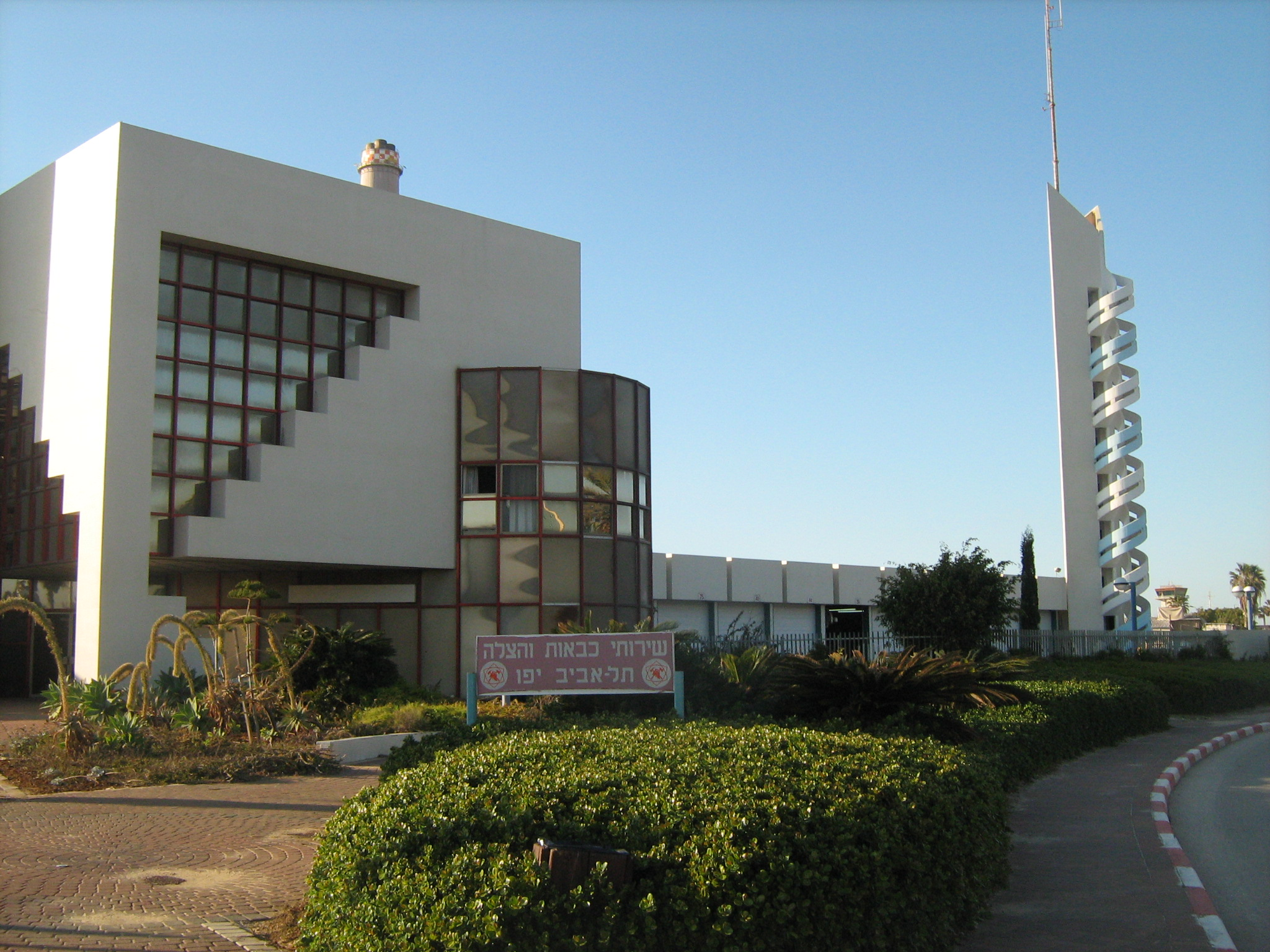
Feuerwache in Tel Aviv

In Israel bestehen 120 Feuerwehrhäuser und Feuerwachen, in denen 420 Löschfahrzeuge und 31 Drehleitern bzw. Teleskopmaste für Feuerwehreinsätze bereitstehen. Insgesamt sind 4.200 Personen, davon 2.000 Berufsfeuerwehrleute und 2.200 freiwillige Feuerwehrleute, im Feuerwehrwesen tätig, die in Israels Lösch- und Rettungsdiensten organisiert sind.
Insgesamt 24 städtische Regionen verfügen über zentrale Feuerwachen, unterstützt von kleineren Stationen in der Umgebung. Allein fünf Feuerwachen gibt es in Jerusalem, die Hauptfeuerwache befindet sich im Stadtteil Givʿat Mordechai.
Die Ausrüstung wird überwiegend im Land hergestellt. Fahrzeuge werden im Kibbuz Bet Alfa auf Basis von Mercedes-Benz-, MAN-, Iveco-, Chevrolet- und Ford-Fahrwerken modifiziert. Flugzeuge zur Brandbekämpfung aus der Luft sind nicht vorhanden. Der Feuerwehrfunk basiert auf einem analogen Breitbandnetz der Firma Motorola.

## Geschichte
Nach einem Brand in Sichron Jaʿaqov im Jahr 1897 wurde eine erste Feuerwehreinheit auf Betreiben von Baron Rothschild aufgestellt. Die Einheit hatte 32 Mitglieder, deren Ausrüstung aus Paris herbeigeschafft wurde. Eine weitere Einheit wurde im Jahr 1925 in Tel Aviv nach der Überflutung des Brenner Viertels gegründet. Hier entstand auch das erste Feuerwehrhaus im Land.

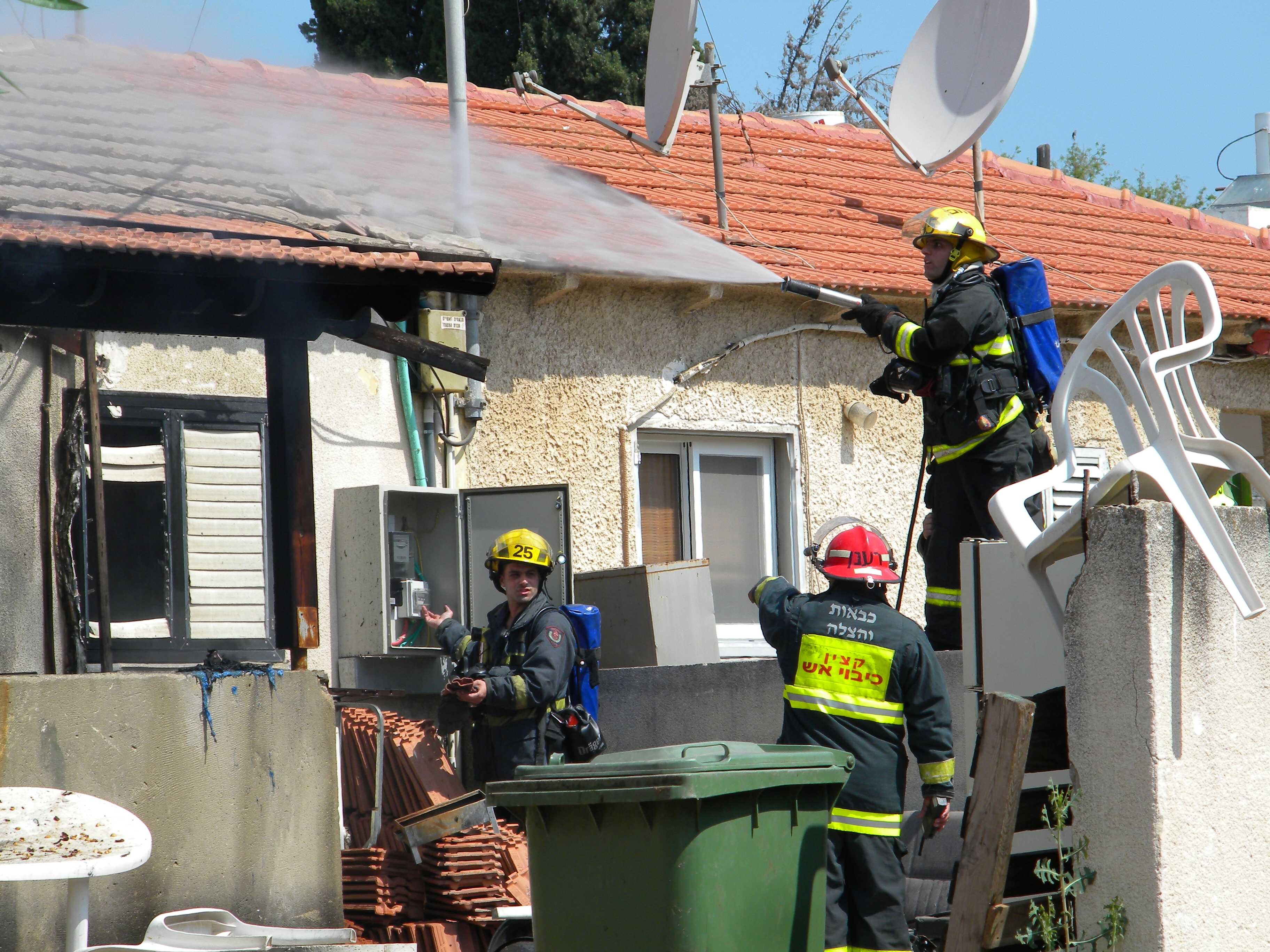
Israelische Feuerwehrleute bei Brand in Ramat haScharon

Mit der Unabhängigkeit Israels im Jahr 1948 wurden Feuerwehren in den meisten jüdischen Siedlungen errichtet, so in Petach Tiqwa, Jerusalem, Haifa, Chadera, Rechovot, Naharija, Bnei Braq, Ramat Gan, Givʿatajim, Afula, Herzlia, Kfar Saba, Cholon, Netanja und Rischon LeZion.
Es folgten mit der staatlichen Konsolidierung Israels Einrichtungen in Akkon und Be’er Scheva, am Ben Gurion International Airport, den Ölraffinerien in Haifa und den Häfen in Haifa und Aschdod. Mit dem Firefighting Services Law von 1959 wurden die vorhandenen Freiwilligen Feuerwehren im Jahr 1960 in Berufsfeuerwehren umgewandelt.
Am 2. Dezember 2010 brachen die größten Waldbrände in der Geschichte des Staates Israel aus. Bei den Bränden im Karmel-Gebirge in Nordisrael starben über 40 Menschen und zahlreiche wurden verletzt. Bei den Waldbränden stand der Feuerwehr nur unzureichendes und veraltetes Löschgerät zur Verfügung. Nur mit Unterstützung ausländischer Feuerwehren und Löschflugzeugen aus mehreren Ländern konnten die Brände gelöscht werden. Sogar die Feuerwehr der Palästinensischen Autonomie kam zur Unterstützung, da deren Fahrzeuge zum Teil besser ausgerüstet waren.
Die israelische Feuerwehr beklagt seit Jahren zu wenig Personal und veraltete Ausrüstung. Ministerpräsident Benjamin Netanjahu erklärte im Dezember 2010, die Brandbekämpfung aus der Luft solle künftig von einer eigenen Feuerwehrtruppe übernommen werden. Israelische Medien kritisierten Behörden und Staat, da sich das Land zu sehr auf die militärische Rüstung konzentriert habe und den Katastrophenschutz vernachlässigt habe. Im November 2016 kam es zu einer vergleichbaren Situation.

## Dienstgrade
Offiziere
|                      |                               |                               |                            |                            |                              |                              |                           |                         |                              |                              |                     |                     |                         |                         |                            |                            |                            |                         |                         |                        |
| Rav tafsar (רב טפסר) | Rav tafsar (רב טפסר)          | Tafsar (טפסר)                 | Tafsar (טפסר)              | Tat tafsar (תת טפסר)       | Tat tafsar (תת טפסר)         | Tafsar mishne (טפסר משנה)    | Tafsar mishne (טפסר משנה) | Segan tafsar (סגן טפסר) | Segan tafsar (סגן טפסר)      | Ráv Reshef (רב רשף)          | Ráv Reshef (רב רשף) | Reshef (רשף)        | Reshef (רשף)            | Lahav (להב)             | Lahav (להב)                | Lahav (להב)                | Lahav mishne (להב משנה)    | Lahav mishne (להב משנה) | Lahav mishne (להב משנה) |                        |
| Englisch             | Generalleutnant der Feuerwehr | Generalleutnant der Feuerwehr | Generalmajor der Feuerwehr | Generalmajor der Feuerwehr | Brigadegeneral der Feuerwehr | Brigadegeneral der Feuerwehr | Oberst der Feuerwehr      | Oberst der Feuerwehr    | Oberstleutnant der Feuerwehr | Oberstleutnant der Feuerwehr | Major der Feuerwehr | Major der Feuerwehr | Hauptmann der Feuerwehr | Hauptmann der Feuerwehr | Oberleutnant der Feuerwehr | Oberleutnant der Feuerwehr | Oberleutnant der Feuerwehr | Leutnant der Feuerwehr  | Leutnant der Feuerwehr  | Leutnant der Feuerwehr |

Unteroffiziere und Mannschaften
|                                           |                                            |                               |                               |                           |                        |                        |                        |                        |                        |                        |                              |                              |                              |                              |                              |                                   |                                   |                                   |                                   |                      |                      |                      |                      |                      |                      |               |
| Rav semel bakhir kabai (רב-סמל בכיר-כבאי) | Rav semel rishon kabai (רב-סמל ראשון-כבאי) | Rav semel kabai (רב-סמל-כבאי) | Rav semel kabai (רב-סמל-כבאי) | Semel kabai (סמל כבאי)    | Semel kabai (סמל כבאי) | Semel kabai (סמל כבאי) | Semel kabai (סמל כבאי) | Semel kabai (סמל כבאי) | Semel kabai (סמל כבאי) | Rav kabai (רב כבאי)    | Rav kabai (רב כבאי)          | Rav kabai (רב כבאי)          | Rav kabai (רב כבאי)          | Rav kabai (רב כבאי)          | Rav kabai (רב כבאי)          | Lokhem esh rishon (לוחם אש ראשון) | Lokhem esh rishon (לוחם אש ראשון) | Lokhem esh rishon (לוחם אש ראשון) | Lokhem esh rishon (לוחם אש ראשון) | Lokhem esh (לוחם אש) | Lokhem esh (לוחם אש) | Lokhem esh (לוחם אש) | Lokhem esh (לוחם אש) | Lokhem esh (לוחם אש) | Lokhem esh (לוחם אש) |               |
| Englisch                                  | Hauptfeldwebel der Feuerwehr               | Feldwebel der Feuerwehr       | Unteroffizier firefighter     | Unteroffizier firefighter | Korporal der Feuerwehr | Korporal der Feuerwehr | Korporal der Feuerwehr | Korporal der Feuerwehr | Korporal der Feuerwehr | Korporal der Feuerwehr | Hauptgefreiter der Feuerwehr | Hauptgefreiter der Feuerwehr | Hauptgefreiter der Feuerwehr | Hauptgefreiter der Feuerwehr | Hauptgefreiter der Feuerwehr | Hauptgefreiter der Feuerwehr      | Oberfeuerwehrmann                 | Oberfeuerwehrmann                 | Oberfeuerwehrmann                 | Oberfeuerwehrmann    | Feuerwehrmann        | Feuerwehrmann        | Feuerwehrmann        | Feuerwehrmann        | Feuerwehrmann        | Feuerwehrmann |